# Valérie Fourneyron

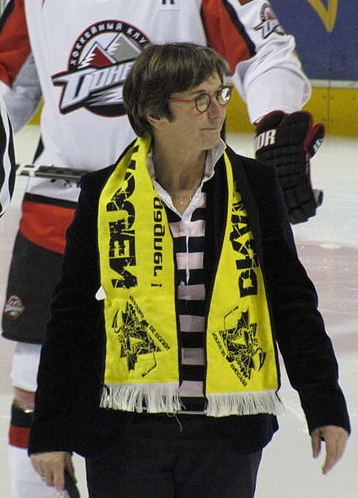
Valérie Fourneyron (Januar 2012)

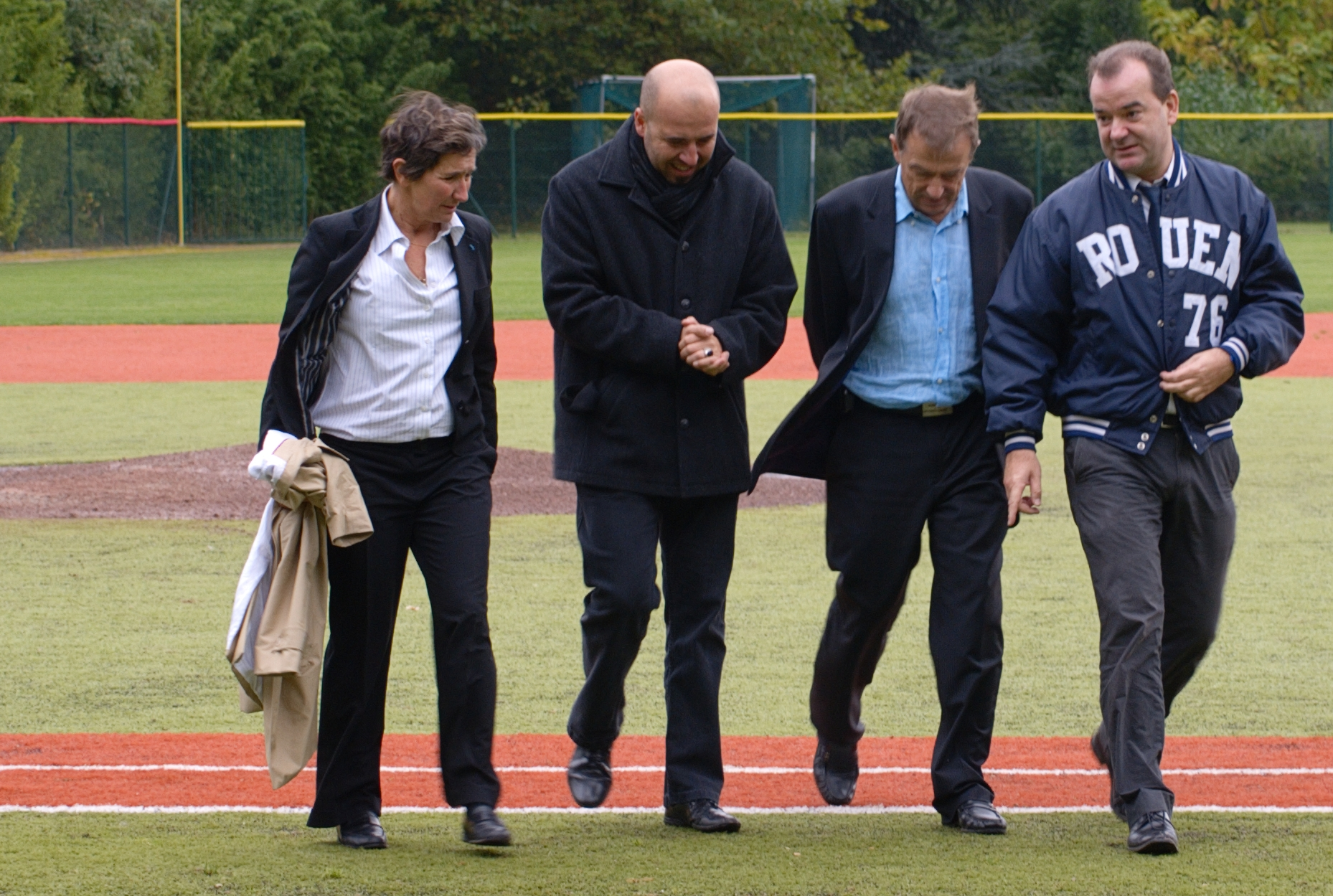
Valérie Fourneyron im Oktober 2010

Valérie Fourneyron  (* 4. Oktober 1959 in Le Petit-Quevilly, Département Seine-Maritime) ist eine französische Politikerin der Parti Socialiste (PS), von 2008 bis 2012 Bürgermeisterin von Rouen und von Mai 2012 bis März 2014 Ministerin für Sport, Jugend, öffentliche Bildung und gemeinschaftliches Leben.

## Leben

### Studium, Ärztin und Kommunalpolitikerin
Nach dem Schulbesuch studierte Valérie Fourneyron Medizin und schloss dieses Studium als Doktor der Medizin ab. Später besuchte sie Fortbildungen des Collège des économistes de la santé (CES) in den Fächern Biologie und Sportmedizin und erwarb darüber hinaus ein Diplom im Fach Sporttraumatologie. Nachdem sie zwischen 1989 und 1991 Referatsleiterin für Sportmedizin im Ministerium für Jugend und Sport war, wurde sie Medizinische Regionalinspektorin für Jugend und Sport und arbeitete später als Sportmedizinerin.
Ihre politische Karriere begann sie in der Kommunalpolitik als sie als Vertreterin der PS 1995 zum Mitglied des Stadtrates von Rouen gewählt wurde, dem sie bis 2004 angehörte. Während dieser Zeit war sie zugleich auch von 1998 bis 2001 Erste Vize-Bürgermeisterin von Rouen und war als solche insbesondere verantwortlich für die Bereiche Sport, Stadtpolitik, Gesundheit und Sicherheit.
Daneben engagierte sie sich in der Region Haute-Normandie, in der sie von 1998 bis 2007 Vizepräsidentin des Regionalrates war, und zwar zuerst als Zuständige für den Bereich Sport sowie zuletzt von 2004 bis 2007 für die Bereiche Sport, Kultur, Jugend und gemeinschaftliches Leben. Zugleich war sie zwischen 2004 und 2008 Mitglied des Generalrates des Département Seine-Maritime.

### Abgeordnete, Bürgermeisterin und Ministerin
2007 wurde Valérie Fourneyron zur Abgeordneten der Nationalversammlung für das Département Seine-Maritime gewählt und 2012 wiedergewählt. Ihr Mandat ruht aufgrund ihrer Mitgliedschaft in der Regierung.
Ab 2008 war sie Bürgermeisterin von Rouen. In dieser Funktion engagierte sich Fourneyron, die Delegierte der PS für Sport ist, auch als Erste Vizepräsident der Agglomeration Rouen sowie als Präsident des Aufsichtsrates des Universitätsklinikums der Universität Rouen und seit 2009 als Vizepräsidentin des Aufsichtsrates des Hafens von Rouen. Sie trat nach ihrem Eintritt in die Regierung als Bürgermeisterin zurück.
Valérie Fourneyron wurde nach der Wahl von François Hollande zum Staatspräsidenten und der Benennung von Jean-Marc Ayrault zum Premierminister von diesem am 17. Mai 2012 zur Ministerin für Sport, Jugend, öffentliche Bildung und gemeinschaftliches Leben in dessen erstes Kabinett berufen und gehörte mit dieser Funktion auch dem Kabinett Ayrault II an. Bei der Bildung der ersten Regierung Valls wurde sie als Staatssekretärin für Handel, Handwerk, Verbraucher und Sozialwirtschaft berufen. Sie trat am 3. Juni 2014 aus gesundheitlichen Gründen zurück; seitdem ist sie wieder Abgeordnete der Nationalversammlung.